# Weitenauer Bergland
Das Weitenauer Bergland (auch Weitenauer Vorberge, Weitenauer Berge, Weitenauer Vorbergzone) ist Teil des Naturraums Südschwarzwald der Haupteinheitengruppe Schwarzwald.
- (zu 15 Schwarzwald)
  - 155 Südschwarzwald (1592 km²)
    - 1551 Südlicher Hochflächenschwarzwald
    - 1552 Südlicher Kammschwarzwald
    - 1553 Weitenauer Bergland

## Abgrenzung

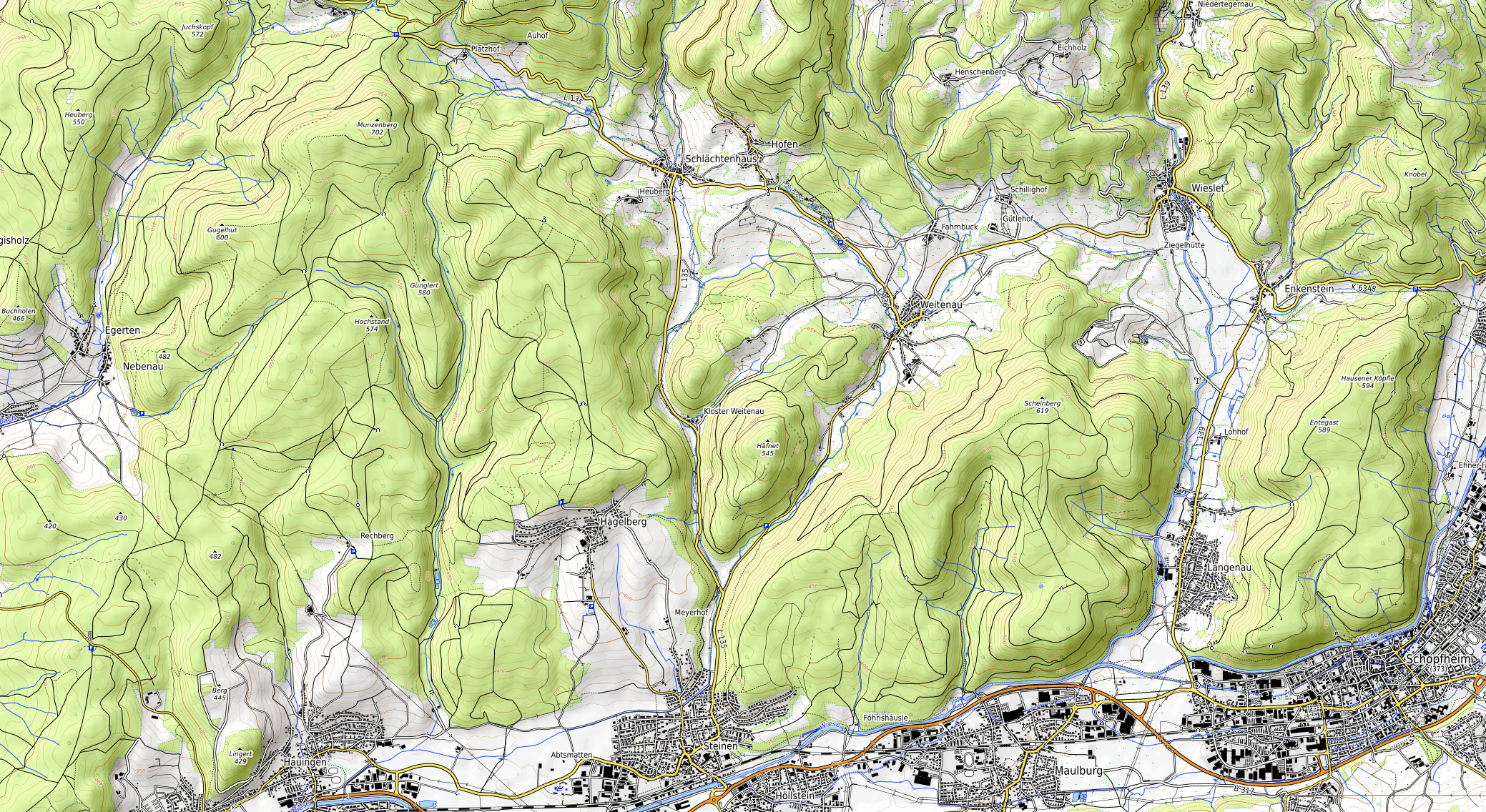
Gebiet des Weitenauer Berglands

Die Abgrenzung erfolgt primär nach geologischen Gegebenheiten. Das Weitenauer Bergland ist das Perm-Buntsandsteingebiet, das im Süden und Osten vom Wiesental, im Norden durch den Anstieg zum Grundgebirgsschwarzwald (Linie Kandern-Hausen-Raitbach) und im Westen unscharf durch die Rheintalflexur (s. u.), also etwa durch eine Linie Haagen-Nebenau-Kandern begrenzt wird. Es umfasst neben den Dörfern Schlächtenhaus, Hofen, Weitenau, Wieslet (der Dorfkern allerdings bereits im Grundgebirge), Enkenstein, Langenau, Hägelberg, eine Anzahl Kleinsiedlungen wie Fahrnbuck und Rechberg. Die Wiesentalorte von Hauingen bis Hausen im Wiesental besitzen größere Gemarkungsteile im Perm-Buntsandsteingebiet.

## Geologie
Südlich  Kandern verbreitert sich die Vorbergzone des Schwarzwaldes nach Osten in die Schopfheimer Bucht (= Weitenauer Bergland, Vorderes Wiesental, Dinkelberg). In ihr haben sich beim Aufsteigen des Schwarzwaldes, in geschützter Tieflage verharrend, bei der Rheingrabenbildung abgesenkte Schichten des Deckgebirges erhalten, die auf den Höhen des Südschwarzwaldes weitgehend der Abtragung anheimgefallen sind. Das Weitenauer Bergland wird im Norden begrenzt durch die WNW-OSO streichende Schwarzwaldsüdrand-Verwerfung (Kandern-Raitbach). Im O endet es am Talabschnitt der Wiese zwischen Hausen und Schopfheim, wobei, rein geologisch gesehen, die Langenfirstscholle noch mit einbezogen werden könnte. Die Südbegrenzung bildet das vordere Wiesental, das vermutlich einer W-O-Störung folgt. Im Westen findet das Weitenauer Bergland sein Ende an der N-S verlaufenden Rheintalflexur (Kandern–Lörrach-Birseck), einer Abbiegungszone, bei der die Schichten des Berglands nach W unter die tertiäre Grabenfüllung des Oberrheingrabens abtauchen.
Während in der Schopfheimer Bucht südlich der Wiese auf dem Dinkelberg Muschelkalk, Keuper und sogar noch Reste von Unterjura (Lias) erhalten sind, hat die Erosion im tektonisch höher gelagerten Weitenauer Bergland die Schichten bis auf den Buntsandstein abgeräumt. Nur ober- und unterhalb Hägelberg sind noch geringmächtige Muschelkalkauflagen vorhanden. Die Buntsandsteinschollen westlich der Heilisau lagern so tief, dass zwischen Hauingen und dem Weiler Rechberg, ebenso am Westhang des Sormattbaches Muschelkalk ansteht.
Der Buntsandstein bildet, auf Sockeln aus Rotliegend- und Zechstein-Sedimenten ruhend, die klassischen, leicht nach SO einfallenden Tafelberge von Munzenberg, Scheinberg-Hornberg und Entegast. Dies ist vom Hohe Flum-Turm aus gut zu überblicken.
Die Rotliegendschichten wurden bereits im Erdaltertum (Perm) in einem Trogbereich des variszischen Gebirges abgelagert. Dieser Abtragungsschutt eines zu jener Zeit schon weitgehend eingerumpften Hochgebirges besteht aus vorwiegend braunroten, feldspatreichen Sandsteinen (Arkosen) – verbackenen Schuttstrommassen, z. T. mit Konglomeraten und Brekzien – und tonigen Sedimenten (Playa-Folge). Letztere bedingen die sanft gerundeten Formen der Landschaft um Weitenau und die rote Farbe der Äcker. Man sieht die Rotliegendschichten, die neuerdings als Weitenau-Formation klassifiziert werden, zum. Beispiel unmittelbar östlich der Maulburger Wiesebrücke und am nördlichen Wiese-Hang bei Schopfheim (dort die obere Schuttfächerfolge), auch beim Eingang der Höllschlucht vor der Schrohmühle. (Dort die beim Aufsteigen des Schwarzwaldes hochgeschleppte untere Schuttfächerfolge.)
Der vorwiegend rötliche Buntsandstein ist ein in trocken-heißem Klima entstandenes Schwemmlandsediment. Nach oben hin schließt er mit roten Tonen ab. Seine verkieselten Bänke aber auch die feinkörnigeren Platten waren als Baumaterial jahrhundertelang von großer Bedeutung. Noch sind nahe der oberen Talkante die aufgelassenen Steinbrüche am Entegast und Scheinberg erkennbar, ebenso in den Tälern von Klosterbach/Steinenbach, Heilisaubach und Soormattbach.
Auf den Rotliegend-Sedimenten haben sich an verschiedenen Stellen alte Gerölle unbestimmten Alters (altpleistozän?) erhalten – vom Wanderparkplatz Maiberg bis zum Fohrenbühl über den Klosterhöfen. Es handelt sich um die Hinterlassenschaft eines Flusses, der möglicherweise eine bereits im Pliozän existierende W-O-Rinne benutzte. Aber auch über Hägelberg und nördlich vom Weiler Rechberg sind solche hoch gelegenen Schotter anzutreffen. Auf den Buntsandsteinhängen treten da und dort lössführende Fließerdeflächen auf, in größerem Umfang im Röttlerwald und zwischen Heilisau und Hägelberg.
Die Scholle der Schopfheimer Bucht ist im Zusammenhang mit der Entstehung des Oberrheingrabens in der Tertiärzeit zerbrochen, wobei ältere Bruchlinien zum Teil wieder aktiviert wurden. Wichtigste Struktur ist die bereits genannte Schwarzwald-Südrandverwerfung. Man überschreitet sie z. B. beim Einstieg in die Höllschlucht. Die Schrohmühle liegt bereits im Grundgebirge des Schwarzwaldes (Schlächtenhausgranit). Oder man quert sie nördlich Farnbuck kurz vor dem Steinbruch (dunkle ordovizische (?) Schiefer) am Lehnackersträßchen. Die Verwerfung versetzt Hofens oberste Häuser auf Granit und damit bereits in den Grundgebirgsschwarzwald. Eine weitere Störung tritt landschaftlich markant in Erscheinung: eine NW-SO streichende Verwerfung, die als Fortsetzung der Maulburg-Schwörstadt-Verwerfung von Maulburg in Richtung Häfnet und Klosterbach ziehend, die Scholle von Stechpalmen-Häglerberg deutlich absenkt gegen die Hochscholle von Scheinberg-Hornberg. Die Taloberkante des Scheinbergs über der Wiese liegt über 500 m hoch, westlich der Verwerfung (Alsbachtalmündung) werden am Wiese-Hang nur noch Höhen um die 360 m erreicht, das Rotliegend ist in die Tiefe versenkt. Den N-S-Talstrecken können Störungen zugrunde liegen.
Die weichen Tone des Rotliegenden konnten leicht ausgeräumt werden. So entstand am Fuße des Schwarzwaldes zwischen Maiberg und Scheideck eine im W und O sich zu Muldentälern verengende Ausräumungszone, die im S überragt wird von den Schichtstirnen der Buntsandsteinberge. Entsprechend dem SO-Einfallen der Buntsandsteintafeln erfolgt deren Entwässerung zum vorderen Wiesental hin – vom Heilisaubach bis zum Alsbach. Quellhorizont ist die Grenze Buntsandstein/Rotliegend. Die aus dem Schwarzwald kommenden Bäche haben ihren Weg über den Klosterbach und seinen Zufluss, den Schwammerich, zur Wiese gefunden oder den breiten Talraum der Kleinen Wiese erreicht. Diese hat nach ihrem Austritt aus dem Grundgebirge südlich Wieslet in den Rotliegend-Tonen kräftig ausgeräumt, nachdem sie die widerständige Buntsandsteintafel und die oberen Sandsteine des Rotliegend durchschnitten hatte. Nicht zur Wiese fließt der Wollbach, der die Rotliegendtone und dann die Rheintalflexur überquert, um die Kander zu erreichen.
(Anmerkung: Die Schichten unmittelbar über dem Oberrotliegenden wurden früher als Unterer Buntsandstein kartiert, heute ordnet man sie als Zechstein dem Erdaltertum zu.)

## Landschaft
Die markanten Buntsandstein-Tafelberge und ihre steilen Hänge sind unbesiedeltes Waldgebiet geblieben, da der wenig fruchtbare Buntsandstein und die wasserlosen, auch schwer zugänglichen Plateauflächen eine Besiedlung nicht lohnten. Über die schmalen Waldtäler des Klosterbachs und des Schwammerichs oder aber durch das breite, zur Besiedlung einladende Sohlental der Kleinen Wiese erreichten die Siedler nach der Jahrtausendwende die eine Rodung lohnende, agrarisch nutzbare Landschaft der Rotliegendtone. Neben der dominierenden Grünlandwirtschaft spielt hier auch heute noch der Ackerbau eine bescheidene Rolle. Sanfte Geländeformen, teilweise gewässerlose oder stellenweise vernässte Talmulden, Gehölzreihen längs der Bäche oder an Geländekanten, rote Ackerflächen, Hofgruppen und Weiler charakterisieren diese Landschaft am Fuße des Schwarzwaldes. Eine Landmarke ist die isolierte Kirche bei Hofen von 1891. Ihre Vorgängerin, die 1100 erstmals erwähnte Kirche stand im siedlungsungünstigen Tal des Klosterbaches. Später war sie Kloster- und Pfarrkirche der von St. Blasien gegründeten Propstei Weitenau – die mittelalterliche Bausubstanz wurde im 19. Jahrhundert stark verändert. Ein bemerkenswertes Bauwerk ist das Gasthaus zum Hirschen im Weiler Schillighof, ausnahmsweise ein Schwarzwaldhaus, so wie sie früher hier möglicherweise stärker verbreitet waren. Im Allgemeinen unterscheiden sich die Bauernhäuser im Weitenauer Bergland (Satteldachhaus: Wohnteil-Scheune/Stall in einer Achse) nicht von denen im Altsiedelland. Verschiedentlich beobachtet man die beim Schwarzwaldhaus übliche Dacheinfahrt. In manchen Zügen hat das Weitenauer Bergland teilweise den Charakter einer Schwarzwaldlandschaft. Außer der beträchtlichen Höhe der Waldberge (Munzenberg 702 m) sind das die Dominanz des Grünlands und die Vielzahl von Streusiedlungen.

Eine Sonderstellung, auch landschaftlich, nimmt die tektonisch tiefer lagernde SW-Ecke des Weitenauer Berglands um Rechberg und Hägelberg ein. Hägelberg auf einer Muschelkalkinsel erreicht man ohne Steilansteig über eine breite Rodegasse auf der relativ flach zur Wiese hin einfallenden Buntsandsteinscholle. Beim ebenfalls breit gerodeten Rechberghang bildet schon teilweise der Muschelkalk den Untergrund. Aber nördlich der beiden Orte herrscht wieder der Wald auf Buntsandstein. 

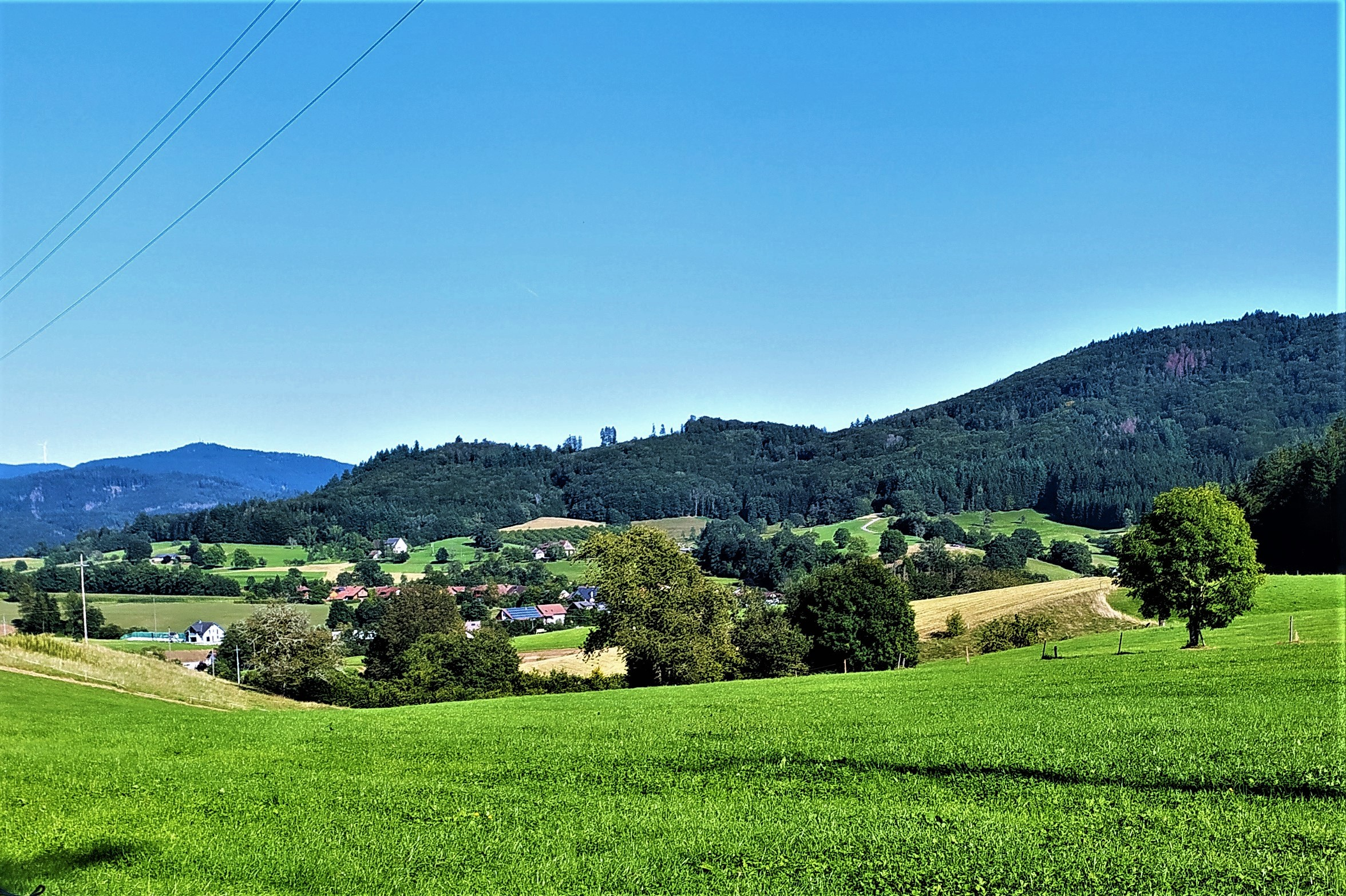
Weitenau in der Rotliegendmulde. Im Hintergrund rechts die Stufenstirn der Scheinberg-Buntsandsteinplatte. Links vorgelagert die Rotliegendanhöhe des Wirtenbergs. Einzelhöfe am Hummelberg. Links, ganz im Hintergrund der Grundgebirgsschwarzwald.

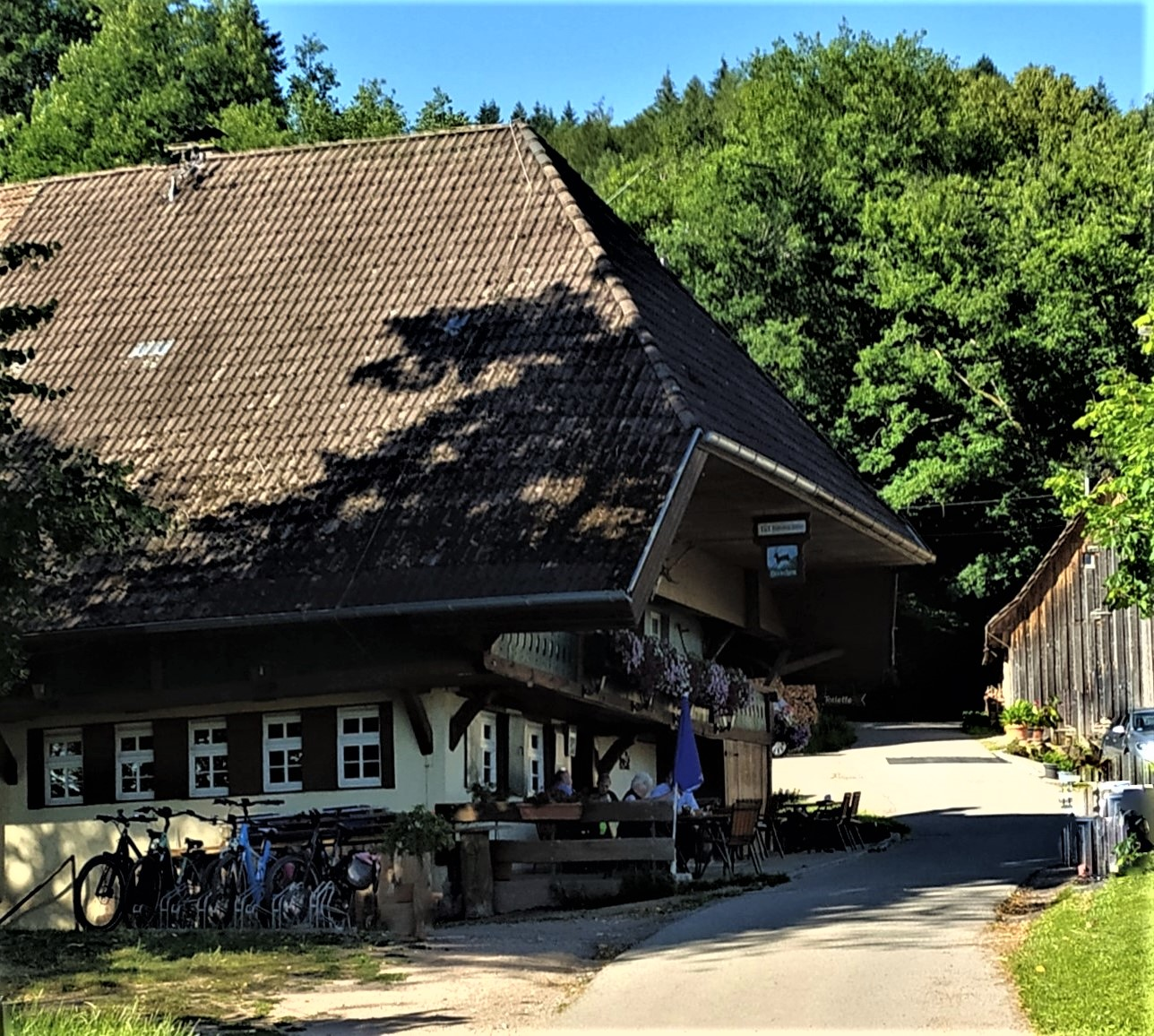
Schillighof, Schwarzwaldhaus im Weitenauer Bergland
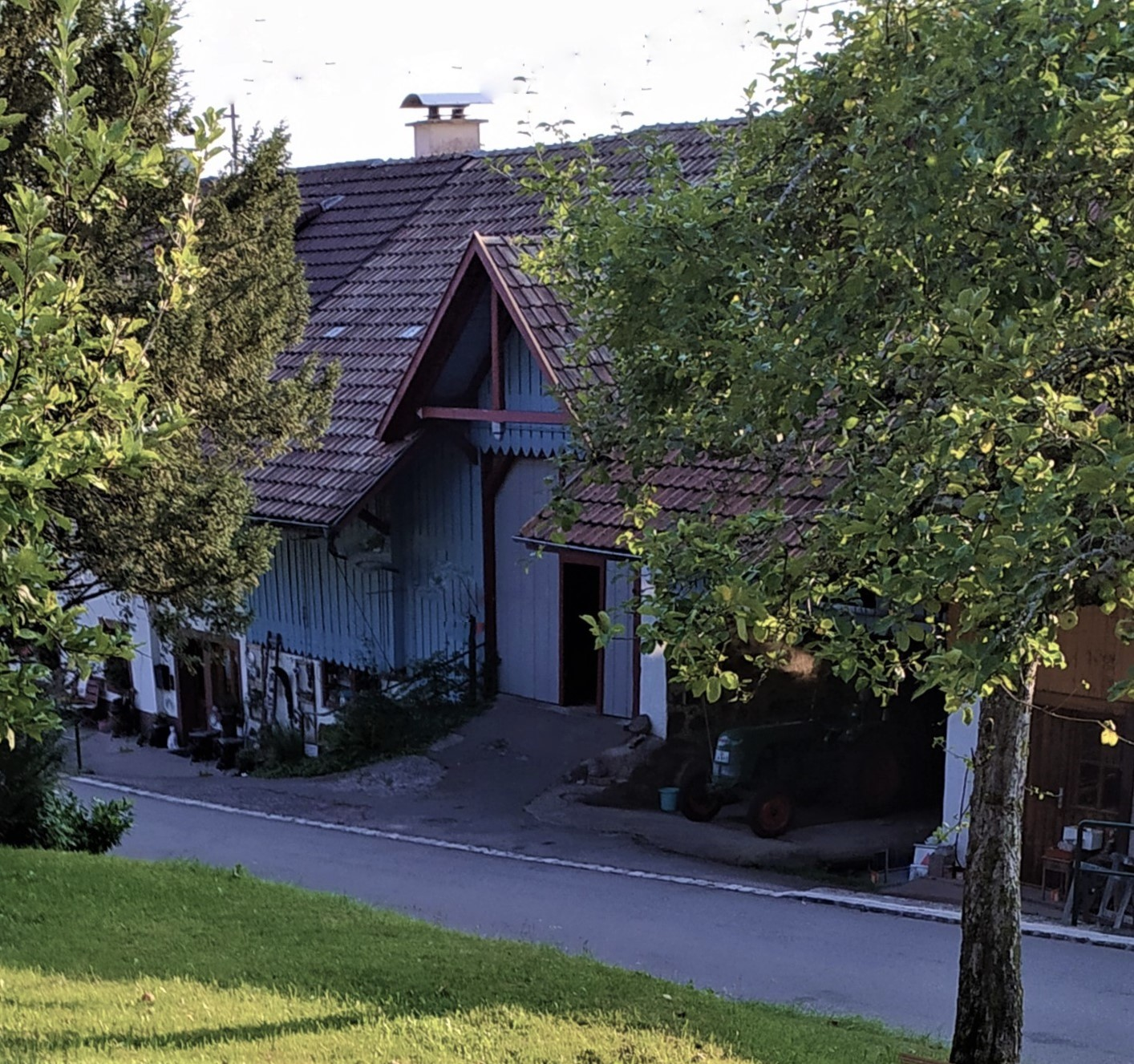
Dacheinfahrt, Bauernhof in Hofen